# 群馬県道76号前橋西久保線
群馬県道76号前橋西久保線（ぐんまけんどう 76ごう まえばしにしくぼせん）は、群馬県前橋市から伊勢崎市西久保町に至る県道（主要地方道）である。

## 概要
国道17号から前橋市街地北部・赤城山南方の低い丘陵部を経て平野の農村地帯に抜け、伊勢崎市北部の国道50号に至る東西方向の路線である。元々は、起点を前橋市、終点を佐波郡赤堀町とする、1994年（平成6年）4月に群馬県より認定を受けた県道前橋赤堀線という路線である。

### 路線データ
- 総延長 : 16.9230 km[2]
- 実延長 : 16.7597 km[2]
- 起点 : 群馬県前橋市荒牧町1丁目（荒牧町交差点＝国道17号・国道291号交点）
- 終点 : 群馬県伊勢崎市西久保町1丁目/市場町1丁目（西久保町交差点/西久保町一丁目交差点[注釈 2]＝国道50号・群馬県道73号伊勢崎大間々線・群馬県道102号三夜沢国定停車場線交点）

## 歴史
赤城山南面・平野部の東西主要路としては、より南方を通る国道50号よりも歴史が古い。前橋藩藩主からの信仰の対象になっていた産泰神社への参詣道として江戸時代から続く道筋であり、近世からすでに「産泰道」と呼ばれていた。この道が前橋市街から産泰神社手前に至った地点で、直進するとそのまま丘陵上にある神社境内に登る道筋になっている（このため県道は神社のある丘の南側にカーブして迂回している）のは、参詣路としての出自によるものである。

### 年表
- 1940年（昭和15年）5月17日：赤堀村（当時）大字西久保 - 前橋市（同市堅町道路原標）間が群馬県道「赤堀前橋線」として群馬県道に指定される[4]。
- 1959年（昭和34年）9月18日：群馬県より現・道路法に基づき、前身路線にあたる県道今井前橋線（佐波郡赤堀村大字今井 - 前橋市上泉町、整理番号162）として路線認定される[5]。
  - 旧称を廃止・重複区間を除外する形で赤堀村大字今井字一丁畑 - 前橋市上泉町間を再指定、県道「今井前橋線」となる[6]。
  - 同日、前々身路線にあたる県道赤堀前橋線（佐波郡赤堀村 - 前橋市、整理番号101）が路線廃止される[7]。
- 1993年（平成5年）5月11日：建設省から、県道今井前橋線・県道三夜沢国定停車場線の一部が前橋赤堀線として主要地方道に指定される[8]。
- 1994年（平成6年）4月1日：群馬県より、前橋赤堀線（整理番号74）として路線認定される[1]。同日、前身路線である、今井前橋線（整理番号242）を廃止[9]。

## 路線状況
渋川市など県北部から前橋市街の北側を迂回して国道50号に出る短絡路として、また地元の生活道路として機能しており、交通量は多い。しかし車線数は全線2車線であり、前橋市郊外沿道の産泰神社以西では集落や地形に影響された急カーブが多々存在すること、右折車線の整備されていない交差点が多いなどの原因から、各地で朝夕の渋滞が発生している。

### 通称
- 赤堀線、今井線 - 旧称「今井前橋線」に因る。
- 産泰道路 - 沿道に所在する産泰神社にちなむ。

### 重複区間
- 群馬県道102号三夜沢国定停車場線（伊勢崎市赤堀今井町1,2丁目・赤堀今井町2丁目交差点 - 終点）

### 起点付近
起点である前橋市南橘地区内では地区を東西に貫通する唯一の道路でありながら、ぎりぎり2車線が確保されているに過ぎない狭隘路であるため、終日混雑が激しい。現在この道路の北に1kmほどの距離を置いて並行する国道17号上武道路の整備が進められており、全通すれば拠点間交通についてそちらへの移行が見込まれることから、混雑の緩和が期待されている。

### 多田山切り通し区間
本県道は東寄り区間では全般に平坦な田畑の中を東西に走っているが、前橋市・伊勢崎市境界付近の平坦地には、「大室古墳群」と呼ばれる古墳の集合地帯があり、かつて本路線はそれらに連なる多田山（標高159.1 m）南方に延びる丘陵南部を南寄りカーブで登って、ピーク付近では浅い切り通しを抜ける形で通過していた。前後数百メートルの短い区間ながら急勾配で、全般に勾配の緩い傾向の本路線では唯一の「山越え」であった。
多田山南部は、1997年から2006年にかけ、北関東自動車道建設の盛土供給源として大規模に切り崩され、最終的には本路線の峠越え部分を含めた多田山丘陵南部の大部分が消滅した。これに伴い、旧道より北方に、周囲の平野部同等にまで掘り下げられた幅広の切り通しが作られ、多田山東西を直線的に貫く新道となって急勾配を解消した。
なお、盛土採取地域周辺については1996年から群馬県企業局により住宅団地造成の計画があったが、バブル景気崩壊後の長期不況下で2003年には計画が中止された。2009年以降、企業局のほか周辺自治体も交えての工業団地造成などが検討されている。

### 終点付近

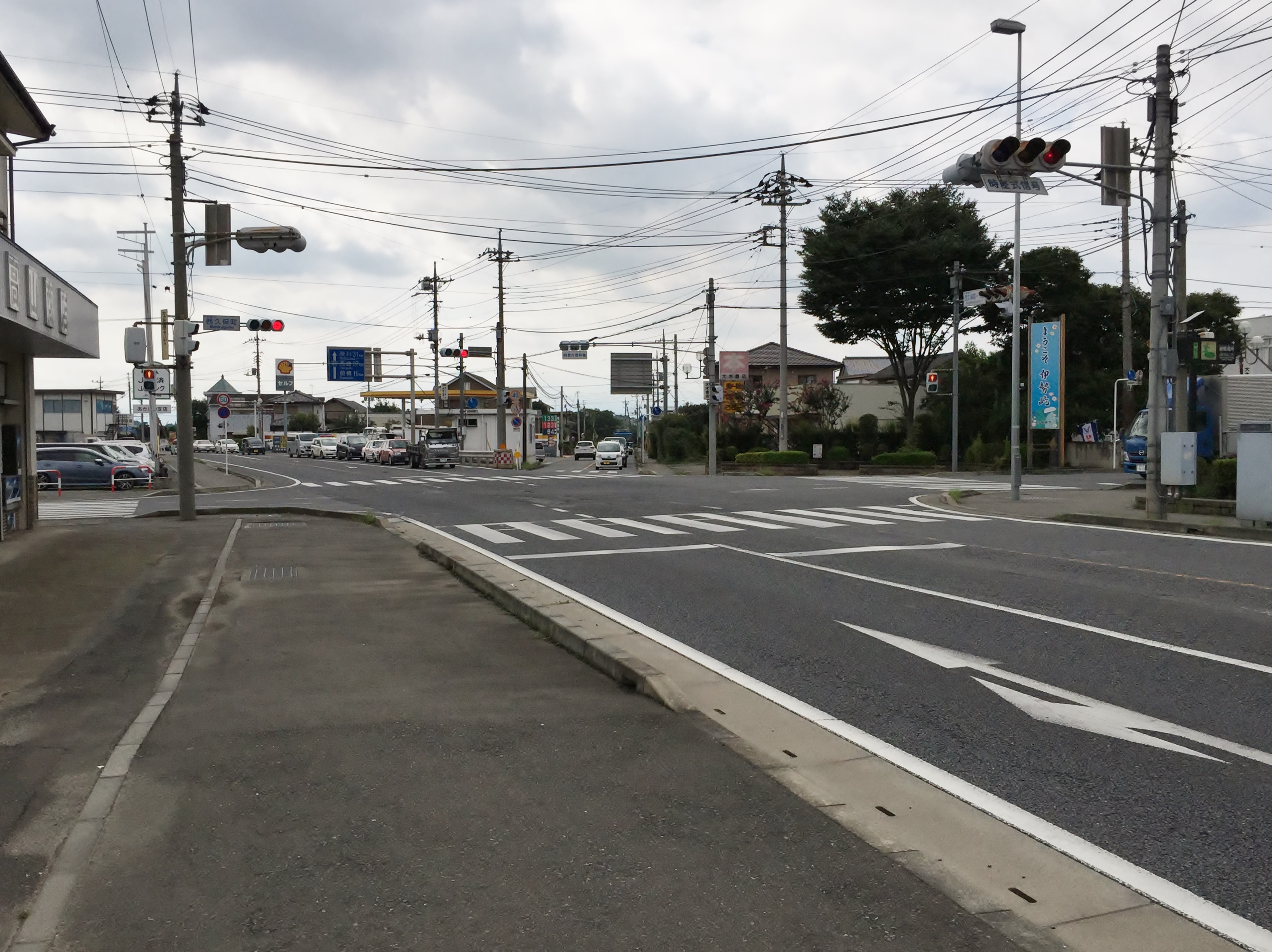
伊勢崎市・西久保町交差点
（終点、2015年8月）
写真右奥方向が県道76号・県道102号、写真左奥・右手前方向が国道50号、写真左方向が県道73号・県道102号、写真右方向が県道73号である。

終点の伊勢崎市西久保町・西久保交差点では、国道50号の未整備な2車線区間十字路に本路線が西から割り込む形で狭隘な五叉路を形成しており、こちらも信号機による平面交差で慢性渋滞ポイントとなっている。これを含む国道50号2車線区間を回避するため、2008年以降、50号北側においてバイパスルートの前橋笠懸道路を建設中である。

## 地理

### 通過する自治体
- 前橋市
- 伊勢崎市

### 交差する道路
- 国道17号（国道291号 重複）（起点）
- 群馬県道151号津久田停車場前橋線（前橋市青柳町/龍蔵寺町・青柳町交差点）
- 群馬県道4号前橋赤城線（前橋市上細井町・上細井町交差点）
- 群馬県道3号前橋大間々桐生線（前橋市上泉町・上泉町交差点）
- 国道17号（上武道路）（前橋市富田町）
- 群馬県道40号藤岡大胡線（前橋市富田町・富田町交差点）
- 群馬県道74号伊勢崎大胡線（前橋市下大屋町・下大屋町交差点）
- 群馬県道114号苗ヶ島飯土井線（前橋市西大室町）
- 群馬県道103号深津伊勢崎線（前橋市西大室町・西大室交差点）
- 群馬県道102号三夜沢国定停車場線・群馬県道352号笠懸赤堀今井線（伊勢崎市赤堀今井町1,2丁目・赤堀今井町2丁目交差点）
- 国道50号・群馬県道73号伊勢崎大間々線（群馬県道102号三夜沢国定停車場線 重複）（終点）